# Hans Eisele
Hannes Kurt Eisele (ur. 13 marca 1912 w Donaueschingen w Badenii, zm. 3 maja 1967 w Kairze) – niemiecki zbrodniarz wojenny, jeden z lekarzy SS pełniących służbę w niemieckich obozach koncentracyjnych. Lekarz oraz SS-Hauptsturmführer.
Członek NSDAP od 1 maja 1933 roku, o numerze partyjnym 3 125 695 i SS od 3 listopada 1933 roku, o numerze ewidencyjnym 237 421. Do 12 sierpnia 1940 roku służył w zapasowym batalionie sanitarnym SS (SS-Ersatz-Bataillon) 3 Dywizji Pancernej SS „Totenkopf”, skąd został przeniesiony – jako lekarz SS – do KL Mauthausen. Przebywał tu do 25 września 1940 roku, a następnie odkomenderowano go do zapasowego batalionu sanitarnego SS w Pradze (SS-Sanitäts-Ersatz-Bataillon Prag). W styczniu 1941 roku został skierowany, w charakterze obozowego lekarza SS (SS-Lagerarzt) i lekarza oddziałów SS (SS-Truppenarzt), do KL Buchenwald, a w 1942 r. odszedł stamtąd do KL Natzweiler-Struthof, gdzie objął stanowisko zwierzchnika garnizonowej służby zdrowia SS SS-Standortarzt. Od 15 lipca 1942 roku służył w Dywizji Grenadierów Pancernych SS Das „Reich” (SS-Panzer-Grenadier Division „Das Reich”), z której przeniesiono go – 24 sierpnia 1942 roku – do zapasowego batalionu sanitarnego SS w Oranienburgu (SS-Sanitäts-Ersatz-Bataillon Oranienburg), a następnie powrócił – 5 stycznia 1943 roku – do batalionu sanitarnego SS w Pradze. Od 1 lipca 1943 do 10 listopada 1943 roku służył w szpitalu polowym SS w tym mieście (SS-Lazarett Prag), po czym powrócił do batalionu wartowniczego SS w Pradze, jako lekarz oddziałów SS. Od 20 sierpnia 1944 roku przebywał w jednostce sanitarnej zapasowego batalionu szkoleniowego artylerii SS w Pradze (SS-Ausbildungs- und Ersatz-Artillerie-Bataillon Prag), z którego w dn. 1 stycznia 1945 roku odkomenderowano go do zapasowego szkoleniowego batalionu sanitarnego formacji zbrojnych SS (SS-Sanitäts-Ersatz-Bataillon der Waffen-SS), a stamtąd do obozowej służby zdrowia SS w KL Dachau, gdzie powierzono mu stanowisko lekarza obozowego SS. Brał udział w eksterminacji więźniów za pomocą dosercowych zastrzyków z powietrza, karbolu, evipanu i strychniny.
Po wojnie skazany przez amerykański Trybunał Wojenny na karę śmierci w procesie załogi KL Dachau i procesie załogi Buchenwald. Jednak wyroki te zostały najpierw zamienione na dożywocie, a następnie na 10 lat pozbawienia wolności. W 1952 roku Eisele został wypuszczony z amerykańskiego więzienia. Powrócił do zawodu medycznego, który praktykował w Monachium. Jego zbrodnie ponownie zostały ujawnione podczas procesu członka załogi Buchenwaldu Martina Sommera w 1958 roku. Eisele uciekł z RFN do Egiptu w czerwcu 1958 roku. Na żądanie Interpolu został aresztowany przez egipskie władze, jednocześnie poprosił o azyl. Władze egipskie udzieliły mu azylu w 1960 roku.